# Водораздельный (вулкан)
Водораздельный — потухший вулкан на полуострове Камчатка, Россия.
Данный вулкан относится к Калгаучскому вулканическому району Срединного вулканического пояса. Вулкан лежит в верховье реки Двухюрточной и правых притоков верховья реки Калгауч. Вулканическая постройка представляет собой пологий щит, завершённый серией шлаковых конусов. В географическом плане вулканическое сооружение имеет форму овала, вытянутом в северо-восточном направлении, с осями 6 × 9 км, объём изверженного материала 9 км³. Занимает площадь порядка 55 км². Абсолютная высота около 1295 м над уровнем моря, относительная — около 500—660 м.
Вулкан сложен лавовыми потоками и пирокластическим материалом. Состав продуктов извержений представлен андезито-базальтами. Деятельность вулкана относится к современному (голоценовому) периоду.